# Руновщина (Харьковская область)
Ру́новщина (укр. Рунівщина) — село, Руновщинский сельский совет, Зачепиловский район, Харьковская область, Украина.
Код КОАТУУ — 6322283501. Население по переписи 2024 года составляет 624 человек.
Является административным центром Руновщинского сельского совета, в который, кроме того, входят сёла Педашка Первая,
Романовка и Устимовка.

## Географическое положение
Село Руновщина находится на правом берегу реки Орчик, выше по течению на расстоянии в 1 км расположено село Чернещина, ниже по течению примыкает село Орчик.

## История
- 1750 — дата основания.

## Экономика
- «Руновщина», ООО.

## Объекты социальной сферы
- Детский сад.
- Школа.
- Клуб.
- Больница.

## Достопримечательности
- Братская могила советских воинов, среди которых похоронен Кириченко Алексей Петрович — Герой Советского Союза. Похоронено 17 воинов, погибших в 1941 и 1943 годах. Памятник установлен в 1957 году.
- Памятник землякам, погибшим в Великой Отечественной войне. Установлен в 1977 году[2].

## Религия
- Свято-Покровский храм.

## Известные люди
- В селе родился Герой Советского Союза Андрей Кизима.
- В 1955 с серебряной медалью[3] окончил Руновщанскую среднюю школу[4] Владимир Филиппович Веклич[5] (1938—1993)[6] — изобретатель троллейбусного поезда[7][8][9][10].
- Заседателева (Дикун) Анна Григорьевна (1953 ) Кандидат культурологии. Профессор  PAE. Автор более 40 научных работ, 9 монографий и научно методический пособий. Имеет награды "Заслуженный работник науки и образования", "Орден Александра великого" За научные победы и свершения"